# Jean-Paul Samputu
Jean-Paul Samputu (nacido el 15 de marzo de 1962) es un cantante, compositor y músico ruandés, nacido en en Butare, Ruanda. Ganador del Premio Kora en 2003, Samputu viaja por todo el mundo como embajador cultural de Ruanda.
Nacido en Ruanda en 1962, Samputu empezó a cantar en 1977 en el coro de una iglesia, y recibió influencias de la música tradicional y contemporánea, como Stevie Wonder, Bob Marley, Jimmy Cliff y Lionel Richie. Llegó a Estados Unidos en 2004 para participar en Ten Years Remembering, un acto conmemorativo del décimo aniversario del genocidio de Ruanda. 
Samputu canta en seis idiomas (Kinyarwanda, Swahili, Lingala, Ganda, French and English) and in styles ranging from soukous, rhumba and reggae, to traditional Rwandan 5/8, Afrobeat, pygmy, and gospel. He combines unique musical traditions from all regions of Rwanda, among them, Intwatwa, Umushayayo, Imparamba, and Ikinimba.

## Premios y honores
- Premio Kora al Artista Masculino Africano Más Prometedor, 2003 [5]
- Concurso Internacional de Composición de Canciones 2006: Ganador del primer lugar en Música del Mundo por "Salmo 150" [6]
- Federación Interreligiosa e Internacional para la Paz Mundial: Embajador de la Paz, 2007

## Discografía

### Álbumes
| Año  | Título                           |
| ---- | -------------------------------- |
| 1985 | Tegeka Isi                       |
| 1991 | Bahizi Beza                      |
| 2003 | Abaana                           |
| 2004 | Testimony from Rwanda            |
| 2014 | Rwandan Dream (con Iain Stewart) |
| 2015 | Only Love                        |
| 2016 | Voices from Rwanda               |

### Sencillos
- Suzuki (1983 con Nyampinga

Band)
- Nyaruguru
- Ingendo Y'Abeza (1984 con Nyampinga Band)
- Sr. Bigirumwami (1986 con Ingeli Band)
- Ruanda Rwiza (1987)
- Twararutashye (1993 con Ingeli Band)
- Kenyera Inkindi Y'Ubuzima (1995)
- Mutima W'Urugo (1996)
- Ubaha Ikiremwa Muntu (1997)
- Ubuphura Buba Munda (1997)
- Igihe Kirageze (1999)
- Disi Garuka (2000)